# Archuleta County
Archuleta County ist eine Verwaltungseinheit (County) im Südwesten des US-Bundesstaates Colorado, der auf den Höhen des Colorado-Plateaus vollständig vom San-Juan-Gebirge durchzogen wird. Weniger als 10.000 Menschen leben in dem an den US-Bundesstaat New Mexico grenzenden Verwaltungsbezirk, der innerhalb von Colorado von den Bezirken La Plata, Hinsdale, Mineral, Rio Grande und Conejos umschlossen wird. Der Sitz der Countyverwaltung (County Seat) ist Pagosa Springs.

## Geographie
Das County liegt im mittleren Südwesten von Colorado und hat eine Fläche von 3511 Quadratkilometern, wovon 14 Quadratkilometer Wasserfläche sind. An das Archuleta County grenzen folgende Nachbarcountys:
| Hinsdale County              | Mineral County                 | Rio Grande County |
| La Plata County              |                                | Conejos County    |
| San Juan County (New Mexico) | Rio Arriba County (New Mexico) |                   |

## Demografische Daten

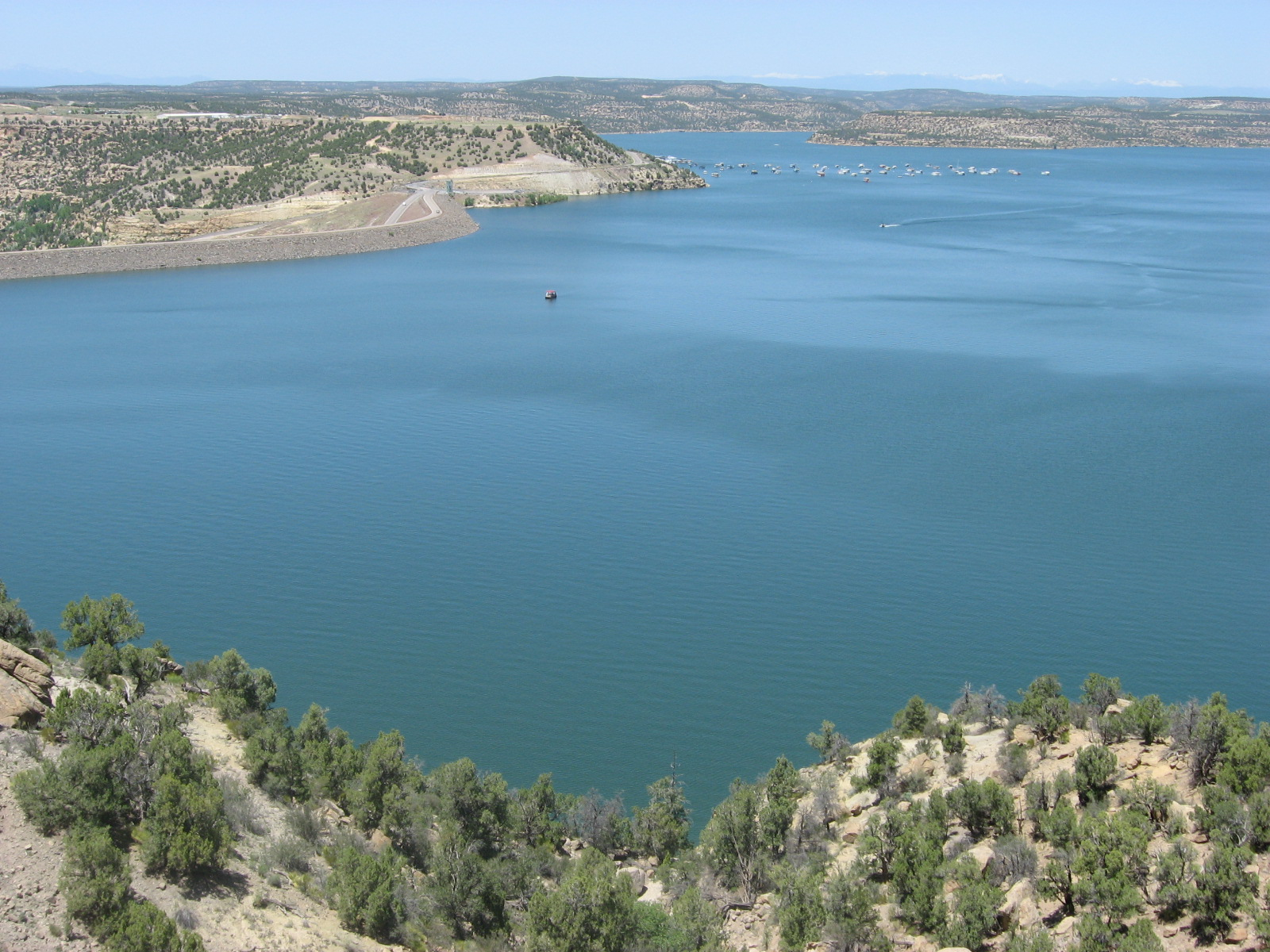
Der Navajo Lake

Nach der Volkszählung im Jahr 2000 lebten im County 9.898 Menschen. Es gab 3.980 Haushalte und 2.873 Familien. Die Bevölkerungsdichte betrug 3 Einwohner pro Quadratkilometer. Ethnisch betrachtet setzte sich die Bevölkerung zusammen aus 88,33 Prozent Weißen, 0,35 Prozent Afroamerikanern, 1,40 Prozent amerikanischen Ureinwohnern, 0,31 Prozent Asiaten, 0,03 Prozent Bewohnern aus dem pazifischen Inselraum und 6,97 Prozent aus anderen ethnischen Gruppen; 2,60 Prozent stammten von zwei oder mehr Ethnien ab. 16,76 Prozent der Bevölkerung waren spanischer oder lateinamerikanischer Abstammung.
Von den 3.980 Haushalten hatten 31,6 Prozent Kinder und Jugendliche unter 18 Jahre, die bei ihnen lebten. 59,8 Prozent waren verheiratete, zusammenlebende Paare, 8,2 Prozent waren allein erziehende Mütter. 27,8 Prozent waren keine Familien. 22,1 Prozent waren Singlehaushalte und in 6,0 Prozent lebten Menschen im Alter von 65 Jahren oder darüber. Die Durchschnittshaushaltsgröße betrug 2,47 und die durchschnittliche Familiengröße lag bei 2,89 Personen.
Auf das gesamte County bezogen setzte sich die Bevölkerung zusammen aus 25,3 Prozent Einwohnern unter 18 Jahren, 6,3 Prozent zwischen 18 und 24 Jahren, 26,1 Prozent zwischen 25 und 44 Jahren, 30,4 Prozent zwischen 45 und 64 Jahren und 11,9 Prozent waren 65 Jahre alt oder darüber. Das Durchschnittsalter betrug 41 Jahre. Auf 100 weibliche Personen kamen 102,7 männliche Personen, auf 100 Frauen im Alter ab 18 Jahren kamen statistisch 99,5 Männer.
Das jährliche Durchschnittseinkommen eines Haushalts betrug 37.901 USD, das Durchschnittseinkommen der Familien betrug 43.259 USD. Männer hatten ein Durchschnittseinkommen von 29.521 USD, Frauen 21.851 USD. Das Prokopfeinkommen betrug 21.683 USD. 11,7 Prozent der Bevölkerung und 9,0 Prozent der Familien lebten unterhalb der Armutsgrenze. Darunter waren 13,0 Prozent der Bevölkerung unter 18 Jahren und 6,6 Prozent der Einwohner ab 65 Jahren.

## Kultur und Sehenswürdigkeiten

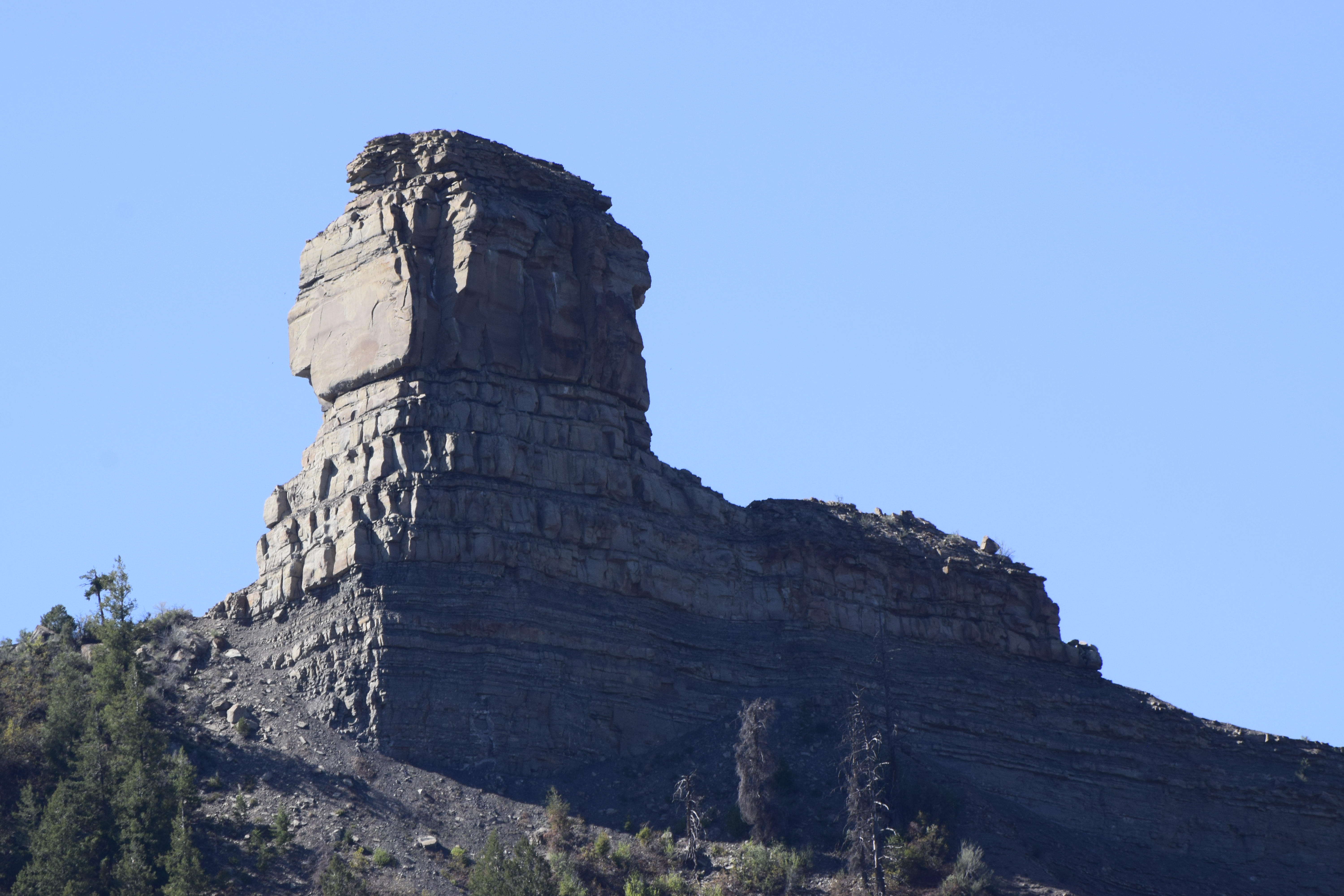
Chimney Rock (2021). Das Gebiet um diesen Berg wurde im September 2012 von Präsident Barack Obama zu einem National Monument erklärt.

Drei Bauwerke, Stätten und historische Bezirke (Historic Districts) des Countys sind im National Register of Historic Places („Nationales Verzeichnis historischer Orte“; NRHP) eingetragen (Stand 27. Juli 2022), das Chimney Rock National Monument, die Cumbres and Toltec Scenic Railroad und die Labo Del Rio Bridge. Die Cumbres and Toltec Scenic Railroad hat seit Oktober 2016 den Status eines National Historic Landmarks („Nationales historisches Wahrzeichen“).

## Orte im Archuleta County
Einzige Stadt – mit gerade einmal rund 1600 Einwohnern – des Bezirks ist Pagosa Springs, in der auch der Verwaltungssitz beheimatet ist. Alle anderen Orte sind lediglich amtlich festgelegte Siedlungen für die Volkszählung (census-designated place). In ihnen wohnen im Schnitt weniger als 500 Menschen.
- Altura
- Arboles
- Carracas
- Chimney Rock
- Chromo
- Dyke
- Edith
- Gato
- Juanita
- Kearns
- Lonetree
- Nutria
- Pagosa Junction
- Pagosa Springs
- Piedra
- Stollsteimer
- Trujillo